# 俄亥俄河
俄亥俄河（英語：Ohio River）是美國東部的一條河流，是密西西比河最東的支流。發源於匹茲堡，初向西北流，在賓夕法尼亞州、西維吉尼亞州和俄亥俄州的邊界以下轉向西南方，並流經肯塔基州北界（同時是印地安那州和伊利諾伊州南界），在肯塔基州與田納西河匯合，最後在開羅與密西西比河匯合。全長1,579公里，流域面積490,603平方公里。
歷史上是西北領地的南界，也是美國南北的分界。